# Sozialgericht Meiningen

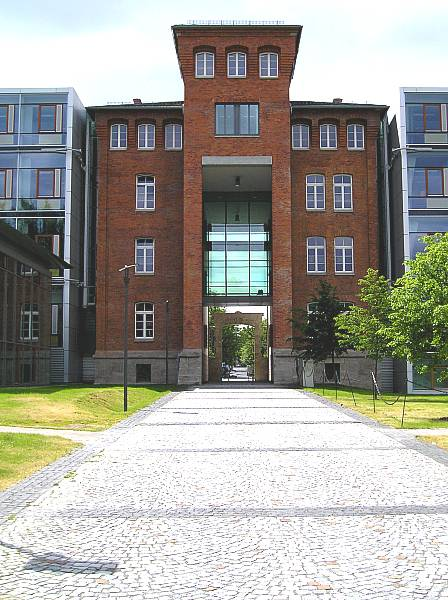
Im Justizzentrum Meiningen

Das Sozialgericht Meiningen ist eines von vier Sozialgerichten (SG) des deutschen Bundeslandes Thüringen.

## Gerichtssitz und -bezirk
Das Sozialgericht hat seinen Sitz in Meiningen. Der Gerichtsbezirk umfasst die Landkreise Schmalkalden-Meiningen, Hildburghausen und Sonneberg, Saalfeld-Rudolstadt und die kreisfreie Stadt Suhl mit insgesamt 440.000 Einwohnern.

## Gerichtsgebäude
Das Sozialgericht Meiningen residiert zusammen mit dem Landgericht Meiningen, dem Amtsgericht Meiningen und dem Verwaltungsgericht Meiningen im neuerbauten Justizzentrum Meiningen in der Lindenallee 15 nördlich der Altstadt und des Englischen Gartens im Zentrum von Meiningen. Das Gericht ist hier im denkmalgeschützten Hauptgebäude der ehemaligen Hauptkaserne untergebracht.

## Übergeordnete Gerichte
Das dem Sozialgericht Meiningen übergeordnete Gericht ist das Thüringer Landessozialgericht in Erfurt. Im weiteren Instanzenzug folgt das Bundessozialgericht in Kassel.